# Ehud Gazit
Ehud Gazit (...) è un biologo israeliano.
Scienziato biofisico e maggiore esperto in nanotecnologie.
Gazit è l'istitutore storico della Cattedra di Nano-Biologia presso l'Università di Tel Aviv, dove insegna tuttora. Dal 2012 ricopre il ruolo di Chief Scientist per conto del Ministero della Scienza e della Tecnologia Israeliano (MOST). Dal 2008-2012 Gazit ha ricoperto il ruolo di Vice Presidente per la Ricerca e lo Sviluppo presso l'Università di Tel Aviv, e di Presidente del Consiglio di Amministrazione di Ramot Ltd, la società di trasferimento tecnologico della stessa. Precedentemente alla nomina a Vice Presidente, Gazit ha occupato diverse posizioni accademiche e amministrative all'Università di Tel Aviv, tra le quali: Direttore del corso di laurea binario di chimica e biologia, Membro del Comitato di Ateneo per le nomine e le promozioni, Capo del Comitato Accademico dell'Istituto Ilona Rich per la Nano-Biologia e Biotecnologie, e membro del consiglio di amministrazione del Centro di eccellenza dedicato alle Nano-scienze e Nanotecnologie.

## Formazione Accademica
Gazit ha ricevuto la sua Laurea (summa cum laude) dopo aver completato gli studi tramite lo speciale programma istituito per gli studenti più dotati presso l'Università di Tel Aviv (noto come Programma Adi Lautman), conseguendo il Ph. D. con il massimo dei voti, presso il Dipartimento Ricerca e Biofisica delle membrane presso l'Istituto Weizmann per le Scienze nel 1997. Grazie al suo lavoro per il dottorato, gli è stato conferito il prestigioso premio John F. Kennedy nel 1996. Ehud Gazit è entrato a far parte del personale docente presso l'Università di Tel Aviv dal 2000, a seguito del completamento dei suoi studi post-dottorato presso l'Organizzazione europea di biologia molecolare (EMBO) ed il Programma per le Frontiere Scientifiche Umane (HFSP) presso il Massachusetts Institute of Technology (MIT), dove aveva anche tenuto una cattedra da Professore Ospite (2002-2011).

## Ricerca
La ricerca di Gazit è focalizzata sullo studio delle biomolecole e dell'Auto Assemblaggio Molecolare. Il suo lavoro ha portato alla individuazione di elementi minimi di riconoscimento che facilitano l'assemblaggio di fibrille amiloidi e individuato nuovi modi per inibire questo processo. Il suo laboratorio è stato il primo a identificare dipeptidi aromatiche che formano nano tubi e nano sfere di unica proprietà meccaniche e chimiche. I suoi studi hanno dimostrato le applicazioni di questi nano-assemblaggi per applicazioni di biosensori ultra-sensibili, dispositivi di immagazzinamento di energia, e la fabbricazione di nano fili metallici. Il lavoro di Gazit è stato pubblicato in alcune delle più prestigiose riviste scientifiche come Science, Nature Nanotechnology, Nature Chemical Biology, Cell, Proceedings of National Academy of Science, e molti altri. Gazit è anche l'inventore di molteplici brevetti.

## Riconoscimenti
Gazit ha ricevuto numerosi premi e riconoscimenti tra cui il premio Landau Research, il Dan David Scholarship e il Premio per l'eccellenza nella ricerca da parte del Consiglio della Ricerca dell'Università di Tel Aviv. I successi del Dipartimento di Trasferimento Tecnologico diretto da Gazit sono stati riconosciuti universalmente, ed hanno prodotto l'inclusione nella lista 2008 di 100 reali innovazioni applicate provenienti dalla ricerca accademica, da parte dell'Associazione delle Università Technology Managers (AUTM). Inoltre, tali innovazioni sono state incluse in un elenco di 100 offerte di tecnologia derivante dai risultati di Biotecnologie di RST dell'UE di tre programmi quadro di ricerca (FP5, FP4 e FP3). Ehud Gazit è stato insignito, nel 2009 il Premio Herstin, il quale viene assegnato agli scienziati prominenti che non abbiano raggiunto i 44 anni. Nel 2012 è stato eletto Fellow della Royal Society of Chemistry (FRSC).

## Servizio Pubblico
Gazit ha operato in varie posizioni nell'ambito della scienza e tecnologia sia a livello nazionale che internazionale. Dal 2003-2009 ha preso parte al Comitato per le Relazioni Internazionali della Società di biofisica. Ha lavorato nel programma di ricerca strategica (SRP), come leader del Nano2Life rete di eccellenza, CE. Gazit è un prominente esperto dell'Osservatorio europeo delle nano biotecnologie (EON), e un esperto residente nel campo della Nano biologia. Gazit, inoltre ha fatto parte, ed in alcuni casi è parte ancora oggi di vari comitati editoriali di numerose riviste scientifiche, tra cui Journal of Bionanoscence, nano medicina, PLoS ONE, Amiloide, Journal of Peptide Scienza e Biologia Chimica. 
Gazit è un membro del Consiglio Direttivo dell'Università Ltd (in ebraico: אוניברסיטה בעם), membro del Consiglio UK-Israel Life Science, membro del Consiglio pubblico del programma per l'applicazione della scienza nelle linee di politica pubblica, avviato dalla Società Israeliana per l'Ecologia e Studi Ambientali. Gazit è membro del consiglio di amministrazione del premio Eric e Sheila Samson, conferito dal Primo Ministro per l'Innovazione tecnologica nel campo dei carburanti e dei trasporti alternativi, e membro del comitato direttivo dell'officina Yuval Ne'eman per la scienza, tecnologia e sicurezza. Gazit è stato inoltre membro (e presidente dal 2008-2011) del comitato esecutivo, per il Centro Interdisciplinare per la previsione e l'analisi della Tecnologia.